# Вільне (Конотопський район)
Ві́льне — село в Україні, у Попівській сільській громаді Конотопського району Сумської області. Населення становить 16 осіб. До 2020 орган місцевого самоврядування — Соснівська сільська рада.

## Географія
Село Вільне розташоване на правому березі канала, що з'єднує річки Куколка та Ромен. На відстані 2 км розташоване село Соснівка.

## Історія
- Село постраждало внаслідок геноциду українського народу, проведеного окупаційним урядом СССР 1923—1933 та 1946–1947 роках.